# National Hockey League 1983-1984
La stagione 1983-1984 è stata la 67ª edizione della National Hockey League. La stagione regolare iniziò il 4 ottobre 1983 e si concluse il 1º aprile 1984, mentre i playoff della Stanley Cup terminarono il 5 maggio 1984. I New Jersey Devils ospitarono l'NHL All-Star Game presso la Brendan Byrne Arena il 31 gennaio 1984. Gli Edmonton Oilers sconfissero i Philadelphia Flyers nella finale di Stanley Cup per 4-1, conquistando il primo titolo nella storia della franchigia. Fu inoltre il primo successo per una squadra proveniente dalla World Hockey Association.
Durante la seconda guerra mondiale nella stagione 1942-43 le limitazioni alle trasferte costrinsero la NHL ad abbandonare i cinque minuti di overtime al termine dei sessanta minuti regolamentari e da allora non furono più ripristinati. In caso di overtime concluso a reti inviolate si sarebbe assegnato comunque il pareggio, mentre in caso di successo di una delle due squadre la formazione perdente non avrebbe ottenuto alcun punto. La regola rimase invariata fino al 1999, quando fu assegnato un punto alla squadra sconfitta. Solo nel 2005 furono introdotti i tiri di rigore al termine dell'overtime. I Calgary Flames disputarono la loro prima stagione nell'Olympic Saddledome, mentre i St. Louis Blues dopo un cambio di proprietà abbandonarono l'intenzione di trasferirsi a Saskatoon.

## Squadre partecipanti
- Boston Bruins
- Buffalo Sabres
- Calgary Flames
- Chicago Blackhawks
- Detroit Red Wings
- Edmonton Oilers
- Hartford Whalers
- Los Angeles Kings
- Minnesota North Stars
- Montreal Canadiens
- New Jersey Devils

- New York Islanders
- New York Rangers
- Philadelphia Flyers
- Pittsburgh Penguins
- Quebec Nordiques
- St. Louis Blues
- Toronto Maple Leafs
- Vancouver Canucks
- Washington Capitals
- Winnipeg Jets

## Pre-season

### NHL Entry Draft
L'Entry Draft si tenne l'8 giugno 1983 presso il Forum de Montréal di Montréal, in Québec. I Minnesota North Stars nominarono come prima scelta assoluta il centro statunitense Brian Lawton. Altri giocatori rilevanti all'esordio in NHL furono Steve Yzerman, Tom Barrasso, Cam Neely e Dominik Hašek.

## Stagione regolare

### Classifiche
= Qualificata per i playoff,       = Primo posto nella Conference,       = Vincitore della stagione regolare

#### Prince of Wales Conference
Adams Division
|    |                    | PG | V  | S  | N  | GF  | GS  | PT  |
| -- | ------------------ | -- | -- | -- | -- | --- | --- | --- |
| 1. | Boston Bruins      | 80 | 49 | 25 | 6  | 336 | 261 | 104 |
| 2. | Buffalo Sabres     | 80 | 48 | 25 | 7  | 315 | 257 | 103 |
| 3. | Quebec Nordiques   | 80 | 42 | 28 | 10 | 360 | 278 | 94  |
| 4. | Montreal Canadiens | 80 | 35 | 40 | 5  | 286 | 295 | 75  |
| 5. | Hartford Whalers   | 80 | 28 | 42 | 10 | 288 | 320 | 66  |

Patrick Division
|    |                     | PG | V  | S  | N  | GF  | GS  | PT  |
| -- | ------------------- | -- | -- | -- | -- | --- | --- | --- |
| 1. | New York Islanders  | 80 | 50 | 26 | 4  | 357 | 269 | 104 |
| 2. | Washington Capitals | 80 | 48 | 27 | 5  | 308 | 226 | 101 |
| 3. | Philadelphia Flyers | 80 | 44 | 26 | 10 | 350 | 290 | 98  |
| 4. | New York Rangers    | 80 | 42 | 29 | 9  | 314 | 304 | 93  |
| 5. | New Jersey Devils   | 80 | 17 | 56 | 7  | 231 | 350 | 41  |
| 6. | Pittsburgh Penguins | 80 | 16 | 58 | 6  | 254 | 390 | 38  |

#### Clarence Campbell Conference
Norris Division
|    |                       | PG | V  | S  | N  | GF  | GS  | PT |
| -- | --------------------- | -- | -- | -- | -- | --- | --- | -- |
| 1. | Minnesota North Stars | 80 | 39 | 31 | 10 | 345 | 344 | 88 |
| 2. | St. Louis Blues       | 80 | 32 | 41 | 7  | 293 | 316 | 71 |
| 3. | Detroit Red Wings     | 80 | 31 | 42 | 7  | 298 | 323 | 69 |
| 4. | Chicago Blackhawks    | 80 | 30 | 42 | 8  | 277 | 311 | 68 |
| 5. | Toronto Maple Leafs   | 80 | 26 | 45 | 9  | 303 | 387 | 61 |

Smythe Division
|    |                   | PG | V  | S  | N  | GF  | GS  | PT  |
| -- | ----------------- | -- | -- | -- | -- | --- | --- | --- |
| 1. | Edmonton Oilers   | 80 | 57 | 18 | 5  | 446 | 314 | 119 |
| 2. | Calgary Flames    | 80 | 34 | 32 | 14 | 311 | 314 | 82  |
| 3. | Vancouver Canucks | 80 | 32 | 39 | 9  | 306 | 328 | 73  |
| 4. | Winnipeg Jets     | 80 | 31 | 38 | 11 | 340 | 374 | 73  |
| 5. | Los Angeles Kings | 80 | 23 | 44 | 13 | 309 | 376 | 59  |

### Statistiche

#### Classifica marcatori
La seguente lista elenca i migliori marcatori al termine della stagione regolare.

| Giocatore      | Squadra            | PG | G  | A   | Pt  | +/- | MP  |
| -------------- | ------------------ | -- | -- | --- | --- | --- | --- |
| Wayne Gretzky  | Edmonton Oilers    | 74 | 87 | 118 | 205 | +76 | 39  |
| Paul Coffey    | Edmonton Oilers    | 80 | 40 | 86  | 126 | +52 | 104 |
| Michel Goulet  | Quebec Nordiques   | 75 | 56 | 65  | 121 | +62 | 76  |
| Peter Šťastný  | Quebec Nordiques   | 80 | 46 | 73  | 119 | +22 | 73  |
| Mike Bossy     | New York Islanders | 67 | 51 | 67  | 118 | +66 | 8   |
| Barry Pederson | Boston Bruins      | 80 | 39 | 77  | 116 | +27 | 64  |
| Jari Kurri     | Edmonton Oilers    | 64 | 52 | 61  | 113 | +38 | 14  |
| Bryan Trottier | New York Islanders | 68 | 40 | 71  | 111 | +70 | 59  |
| Bernie Federko | St. Louis Blues    | 79 | 41 | 66  | 107 | -3  | 43  |
| Rick Middleton | Boston Bruins      | 80 | 47 | 58  | 105 | +26 | 14  |

#### Classifica portieri
La seguente lista elenca i migliori portieri al termine della stagione regolare.

| Giocatore        | Squadra             | PG | Min  | V  | S  | P | GS  | SO | Sv%  | MGS  |
| ---------------- | ------------------- | -- | ---- | -- | -- | - | --- | -- | ---- | ---- |
| Pat Riggin       | Washington Capitals | 41 | 2299 | 21 | 14 | 2 | 102 | 4  | .890 | 2.66 |
| Tom Barrasso     | Buffalo Sabres      | 42 | 2475 | 26 | 12 | 3 | 117 | 2  | .893 | 2.84 |
| Al Jensen        | Washington Capitals | 43 | 2414 | 25 | 13 | 3 | 117 | 4  | .882 | 2.91 |
| Doug Keans       | Boston Bruins       | 33 | 1779 | 19 | 8  | 3 | 92  | 2  | .884 | 3.10 |
| Bob Froese       | Philadelphia Flyers | 48 | 2863 | 28 | 13 | 7 | 150 | 2  | .887 | 3.14 |
| Pete Peeters     | Boston Bruins       | 50 | 2868 | 29 | 16 | 2 | 151 | 0  | .876 | 3.16 |
| Dan Bouchard     | Quebec Nordiques    | 57 | 3373 | 29 | 18 | 8 | 180 | 1  | .882 | 3.20 |
| Roland Melanson  | New York Islanders  | 37 | 2019 | 20 | 11 | 2 | 110 | 0  | .903 | 3.27 |
| Richard Sévigny  | Montreal Canadiens  | 40 | 2203 | 16 | 18 | 2 | 124 | 1  | .869 | 3.30 |
| Murray Bannerman | Chicago Blackhawks  | 56 | 3335 | 23 | 29 | 4 | 188 | 2  | .887 | 3.46 |

## Playoff

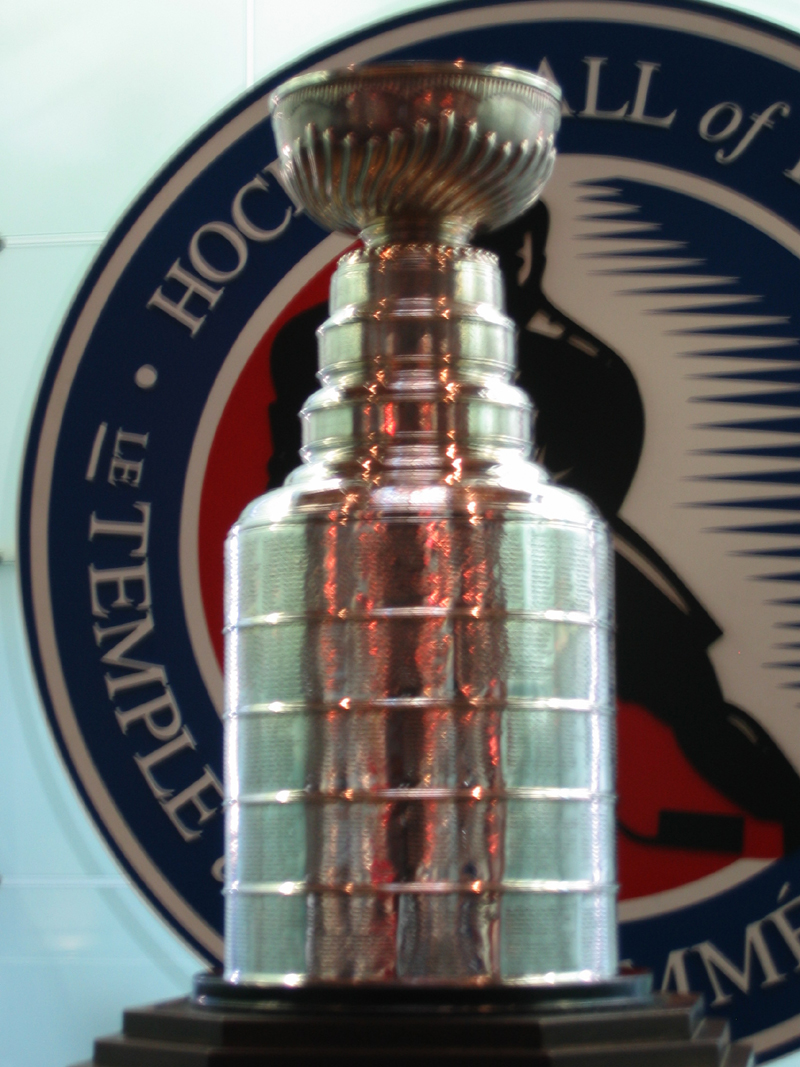
Il trofeo della Stanley Cup

Al termine della stagione regolare le migliori 16 squadre del campionato si sono qualificate per i playoff. Gli Edmonton Oilers ottennero il miglior record della lega con 119 punti.

### Tabellone playoff
Nel primo turno la squadra con il ranking più alto di ciascuna Division si sfida con quella dal posizionamento più basso seguendo lo schema 1-4 e 2-3, usufruendo anche del vantaggio del fattore campo. Il secondo turno determina la vincente divisionale, mentre il terzo vede affrontarsi le squadre vincenti delle Division della stessa Conference per accedere alla finale di Stanley Cup. Il fattore campo osservato nelle finali di conference e in finale di Stanley Cup fu determinato dai punti ottenuti in stagione regolare. Nel primo turno, al meglio delle cinque gare, si seguì il formato 2-2-1. Nelle altre serie, al meglio delle sette sfide, si seguì il formato 2-2-1-1-1: la squadra migliore in stagione regolare avrebbe disputato in casa Gara-1 e 2, (se necessario anche Gara-5 e 7), mentre quella posizionata peggio avrebbe giocato nel proprio palazzetto Gara-3 e 4 (se necessario anche Gara-6).
|  | Semifinali Division | Semifinali Division   | Semifinali Division |                     |    | Finali Division       | Finali Division | Finali Division |  |  | Finali Conference | Finali Conference | Finali Conference |  |  | Finale Stanley Cup | Finale Stanley Cup | Finale Stanley Cup |  |
|  |                     |                       |                     |                     |    |                       |                 |                 |  |  |                   |                   |                   |  |  |                    |                    |                    |  |
|  | A1                  | Boston Bruins         | 0                   |                     |    |                       |                 |                 |  |  |                   |                   |                   |  |  |                    |                    |                    |  |
|  | A1                  | Boston Bruins         | 0                   |                     |    |                       |                 |                 |  |  |                   |                   |                   |  |  |                    |                    |                    |  |
|  | A4                  | Montreal Canadiens    | 3                   |                     |    |                       |                 |                 |  |  |                   |                   |                   |  |  |                    |                    |                    |  |
|  | A4                  | Montreal Canadiens    | 3                   |                     | A4 | Montreal Canadiens    | 4               |                 |  |  |                   |                   |                   |  |  |                    |                    |                    |  |
|  |                     |                       |                     |                     | A4 | Montreal Canadiens    | 4               |                 |  |  |                   |                   |                   |  |  |                    |                    |                    |  |
|  |                     |                       | A2                  | Quebec Nordiques    | 2  |                       |                 |                 |  |  |                   |                   |                   |  |  |                    |                    |                    |  |
|  | A2                  | Buffalo Sabres        | A2                  | Quebec Nordiques    | 2  | 0                     |                 |                 |  |  |                   |                   |                   |  |  |                    |                    |                    |  |
|  | A2                  | Buffalo Sabres        |                     |                     |    |                       |                 |                 |  |  |                   |                   |                   |  |  |                    |                    |                    |  |
|  | A3                  | Quebec Nordiques      | 3                   |                     |    |                       |                 |                 |  |  |                   |                   |                   |  |  |                    |                    |                    |  |
|  | A3                  | Quebec Nordiques      | 3                   |                     | A4 | Montreal Canadiens    | 2               |                 |  |  |                   |                   |                   |  |  |                    |                    |                    |  |
|  |                     |                       |                     |                     |    |                       |                 |                 |  |  |                   |                   |                   |  |  |                    |                    |                    |  |
|  |                     |                       | P1                  | New York Islanders  | 4  |                       |                 |                 |  |  |                   |                   |                   |  |  |                    |                    |                    |  |
|  | P1                  | New York Islanders    | P1                  | New York Islanders  | 4  | 3                     |                 |                 |  |  |                   |                   |                   |  |  |                    |                    |                    |  |
|  | P1                  | New York Islanders    |                     |                     |    |                       |                 |                 |  |  |                   |                   |                   |  |  |                    |                    |                    |  |
|  | P4                  | New York Rangers      | 2                   |                     |    |                       |                 |                 |  |  |                   |                   |                   |  |  |                    |                    |                    |  |
|  | P4                  | New York Rangers      | 2                   |                     | P1 | New York Islanders    | 4               |                 |  |  |                   |                   |                   |  |  |                    |                    |                    |  |
|  |                     |                       |                     |                     | P1 | New York Islanders    | 4               |                 |  |  |                   |                   |                   |  |  |                    |                    |                    |  |
|  |                     |                       | P2                  | Washington Capitals | 1  |                       |                 |                 |  |  |                   |                   |                   |  |  |                    |                    |                    |  |
|  | P2                  | Washington Capitals   | P2                  | Washington Capitals | 1  | 3                     |                 |                 |  |  |                   |                   |                   |  |  |                    |                    |                    |  |
|  | P2                  | Washington Capitals   |                     |                     |    |                       |                 |                 |  |  |                   |                   |                   |  |  |                    |                    |                    |  |
|  | P3                  | Philadelphia Flyers   | 0                   |                     |    |                       |                 |                 |  |  |                   |                   |                   |  |  |                    |                    |                    |  |
|  | P3                  | Philadelphia Flyers   | 0                   |                     | P1 | New York Islanders    | 1               |                 |  |  |                   |                   |                   |  |  |                    |                    |                    |  |
|  |                     |                       |                     |                     |    |                       |                 |                 |  |  |                   |                   |                   |  |  |                    |                    |                    |  |
|  |                     |                       | S1                  | Edmonton Oilers     | 4  |                       |                 |                 |  |  |                   |                   |                   |  |  |                    |                    |                    |  |
|  | N1                  | Minnesota North Stars | S1                  | Edmonton Oilers     | 4  | 3                     |                 |                 |  |  |                   |                   |                   |  |  |                    |                    |                    |  |
|  | N1                  | Minnesota North Stars |                     |                     |    |                       |                 |                 |  |  |                   |                   |                   |  |  |                    |                    |                    |  |
|  | N4                  | Chicago Blackhawks    | 2                   |                     |    |                       |                 |                 |  |  |                   |                   |                   |  |  |                    |                    |                    |  |
|  | N4                  | Chicago Blackhawks    | 2                   |                     | N1 | Minnesota North Stars | 4               |                 |  |  |                   |                   |                   |  |  |                    |                    |                    |  |
|  |                     |                       |                     |                     | N1 | Minnesota North Stars | 4               |                 |  |  |                   |                   |                   |  |  |                    |                    |                    |  |
|  |                     |                       | N2                  | St. Louis Blues     | 3  |                       |                 |                 |  |  |                   |                   |                   |  |  |                    |                    |                    |  |
|  | N2                  | St. Louis Blues       | N2                  | St. Louis Blues     | 3  | 3                     |                 |                 |  |  |                   |                   |                   |  |  |                    |                    |                    |  |
|  | N2                  | St. Louis Blues       |                     |                     |    |                       |                 |                 |  |  |                   |                   |                   |  |  |                    |                    |                    |  |
|  | N3                  | Detroit Red Wings     | 1                   |                     |    |                       |                 |                 |  |  |                   |                   |                   |  |  |                    |                    |                    |  |
|  | N3                  | Detroit Red Wings     | 1                   |                     | N1 | Minnesota North Stars | 0               |                 |  |  |                   |                   |                   |  |  |                    |                    |                    |  |
|  |                     |                       |                     |                     |    |                       |                 |                 |  |  |                   |                   |                   |  |  |                    |                    |                    |  |
|  |                     |                       | S1                  | Edmonton Oilers     | 4  |                       |                 |                 |  |  |                   |                   |                   |  |  |                    |                    |                    |  |
|  | S1                  | Edmonton Oilers       | S1                  | Edmonton Oilers     | 4  | 3                     |                 |                 |  |  |                   |                   |                   |  |  |                    |                    |                    |  |
|  | S1                  | Edmonton Oilers       |                     |                     |    |                       |                 |                 |  |  |                   |                   |                   |  |  |                    |                    |                    |  |
|  | S4                  | Winnipeg Jets         | 0                   |                     |    |                       |                 |                 |  |  |                   |                   |                   |  |  |                    |                    |                    |  |
|  | S4                  | Winnipeg Jets         | 0                   |                     | S1 | Edmonton Oilers       | 4               |                 |  |  |                   |                   |                   |  |  |                    |                    |                    |  |
|  |                     |                       |                     |                     | S1 | Edmonton Oilers       | 4               |                 |  |  |                   |                   |                   |  |  |                    |                    |                    |  |
|  |                     |                       | S2                  | Calgary Flames      | 3  |                       |                 |                 |  |  |                   |                   |                   |  |  |                    |                    |                    |  |
|  | S2                  | Calgary Flames        | S2                  | Calgary Flames      | 3  | 3                     |                 |                 |  |  |                   |                   |                   |  |  |                    |                    |                    |  |
|  | S2                  | Calgary Flames        |                     |                     |    |                       |                 |                 |  |  |                   |                   |                   |  |  |                    |                    |                    |  |
|  | S3                  | Vancouver Canucks     | 1                   |                     |    |                       |                 |                 |  |  |                   |                   |                   |  |  |                    |                    |                    |  |

### Stanley Cup
La finale della Stanley Cup 1984 è stata una serie al meglio delle sette gare che ha determinato il campione della National Hockey League per la stagione 1983-84. Gli Edmonton Oilers hanno sconfitto i New York Islanders in cinque partite e si sono aggiudicati la Stanley Cup per la prima volta nella loro storia, interrompendo così la striscia vincente della squadra di New York.

## Premi NHL
- Stanley Cup: Edmonton Oilers
- Prince of Wales Trophy: New York Islanders
- Clarence S. Campbell Bowl: Edmonton Oilers
- Art Ross Trophy: Wayne Gretzky (Edmonton Oilers)
- Bill Masterton Memorial Trophy: Brad Park (Detroit Red Wings)
- Calder Memorial Trophy: Tom Barrasso (Buffalo Sabres)
- Conn Smythe Trophy: Mark Messier (Edmonton Oilers)
- Frank J. Selke Trophy: Doug Jarvis (Washington Capitals)
- Hart Memorial Trophy: Wayne Gretzky (Edmonton Oilers)
- Jack Adams Award: Bryan Murray (Washington Capitals)
- James Norris Memorial Trophy: Rod Langway (Washington Capitals)
- Lady Byng Memorial Trophy: Mike Bossy (New York Islanders)
- Lester B. Pearson Award: Wayne Gretzky (Edmonton Oilers)
- Lester Patrick Trophy: John Ziegler, Art Ross
- NHL Plus/Minus Award: Wayne Gretzky (Edmonton Oilers)
- Vezina Trophy: Tom Barrasso (Buffalo Sabres)
- William M. Jennings Trophy: Al Jensen e Pat Riggin (Washington Capitals)

### NHL All-Star Team
First All-Star Team
- Attaccanti: Michel Goulet • Wayne Gretzky • Mike Bossy
- Difensori: Rod Langway • Ray Bourque
- Portiere: Tom Barrasso

Second All-Star Team
- Attaccanti: Mark Messier • Bryan Trottier • Jari Kurri
- Difensori: Paul Coffey • Denis Potvin
- Portiere: Pat Riggin

NHL All-Rookie Team
- Attaccanti: Sylvain Turgeon • Steve Yzerman • Håkan Loob
- Difensori: Thomas Eriksson • Jamie Macoun
- Portiere: Tom Barrasso